# Ptilophyllum sinuosum
Ptilophyllum sinuosum là một loài thực vật có mạch trong họ Hymenophyllaceae. Loài này được (Rich. ex Willd.) Prantl miêu tả khoa học đầu tiên năm 1875.